# 三木随法
三木 随法（みき ずいほう、1946年（昭和21年） - 2002年（平成14年）12月14日）は、日本の日蓮宗の僧侶。インドの仏教遺跡への巡礼のほか、日本各地で布教・講演・研修指導などを行い、仏教の普及に努めた。次男は三木大雲。

## 経歴
- 1946年（昭和21年） - 京都府京都市に生まれた。
- 1960年（昭和35年） - 三木浄達によって出家得度した。
- 1968年（昭和43年） - 立正大学仏教学部宗学科を卒業した。
- 1972年（昭和47年） - 身延山久遠寺の大荒行堂百日修行を成満した。
- 1976年（昭和51年） - 日蓮宗布教研修所主任に就任した。
- 2002年（平成14年） - 日蓮宗常任布教師となるも、同年死去した。

## 著書
- 『平成訓読法華三部経』（1999年1月、東方出版）ISBN 978-4885915932
- 『真訓対照 法華三部経』（2002年12月1日、東方出版）ISBN 978-4885918247

## 参考資料
- 三木随法『真訓対照 法華三部経』東方出版（2002年）